# Vic Wild
Vic Wild (ur. 23 sierpnia 1986 w White Salmon) – amerykański snowboardzista specjalizujący się w gigancie i slalomie równoległym, dwukrotny mistrz olimpijski i brązowy medalista mistrzostw świata. Zmienił obywatelstwo na rosyjskie w 2012 roku, kiedy ożenił się z rosyjską snowboardzistką Aloną Zawarziną.

## Kariera
Po raz pierwszy na arenie międzynarodowej pojawił się 23 stycznia 2000 roku w Northstar, gdzie w zawodach FIS Race zajął 32. miejsce w gigancie. W 2005 roku wystąpił na mistrzostwach świata juniorów w Zermatt, zajmując dziesiąte miejsce w gigancie równoległym. Podczas rozgrywanych rok później mistrzostw świata juniorów w Vivaldi Park był siódmy w tej samej konkurencji.
W zawodach Pucharu Świata zadebiutował 5 marca 2004 roku w Mt. Bachelor, zajmując 36. miejsce w gigancie równoległym. Pierwsze pucharowe punkty wywalczył 9 marca 2006 roku w Lake Placid, zajmując 27. miejsce. Na podium zawodów tego cyklu po raz pierwszy stanął 21 grudnia 2012 roku w Carezza, kończąc rywalizację w tej samej konkurencji na trzeciej pozycji. W zawodach tych wyprzedzili go jedynie Austriacy: Andreas Prommegger i Lukas Mathies. Najlepsze wyniki osiągnął w sezonie 2014/2015, kiedy to zajął szóste miejsce w klasyfikacji generalnej PAR, a w klasyfikacji giganta równoległego uplasował się na drugiej lokacie.
W 2014 roku został podwójnym mistrzem olimpijskim, zdobywając złote medale w obu konkurencjach równoległych na igrzyskach olimpijskich w Soczi. Dziesięć minut przed zdobyciem pierwszego złota, jego żona (Alona Zawarzina) wywalczyła brązowy medal w tej samej konkurencji. Ponadto w 2013 roku zdobył brązowy medal w gigancie równoległym na mistrzostwach świata w Stoneham. Lepsi od niego okazali się tam  Austriak Benjamin Karl i Roland Fischnaller z Włoch. Był też między innymi szósty w tej konkurencji podczas mistrzostw świata w Sierra Nevada w 2017 roku. Dwa lata później, podczas mistrzostw świata w Park City zajął 4. miejsce w gigancie równoległym.

## Osiągnięcia

### Igrzyska olimpijskie
| Miejsce | Dzień     | Rok  | Miejscowość | Konkurencja       | Zwycięzca       |
| ------- | --------- | ---- | ----------- | ----------------- | --------------- |
| 1.      | 19 lutego | 2014 | Soczi       | Gigant Równoległy | -               |
| 1.      | 22 lutego | 2014 | Soczi       | Slalom Równoległy | -               |
| 10.     | 24 lutego | 2018 | Pjongczang  | Gigant równoległy | Nevin Galmarini |
| 3.      | 24 lutego | 2022 | Pekin       | Gigant równoległy | Benjamin Karl   |

### Mistrzostwa świata
| Miejsce | Dzień       | Rok  | Miejscowość   | Konkurencja       | Zwycięzca          |
| ------- | ----------- | ---- | ------------- | ----------------- | ------------------ |
| 10.     | 19 stycznia | 2011 | La Molina     | Gigant równoległy | Benjamin Karl      |
| 18.     | 21 stycznia | 2011 | La Molina     | Slalom równoległy | Benjamin Karl      |
| 3.      | 25 stycznia | 2013 | Stoneham      | Gigant równoległy | Benjamin Karl      |
| 18.     | 27 stycznia | 2013 | Stoneham      | Slalom równoległy | Rok Marguč         |
| 7.      | 22 stycznia | 2015 | Kreischberg   | Slalom równoległy | Roland Fischnaller |
| 7.      | 23 stycznia | 2015 | Kreischberg   | Gigant równoległy | Andriej Sobolew    |
| 8.      | 15 marca    | 2017 | Sierra Nevada | Slalom równoległy | Andreas Prommegger |
| 6.      | 16 marca    | 2017 | Sierra Nevada | Gigant równoległy | Andreas Prommegger |
| 4.      | 4 lutego    | 2019 | Park City     | Gigant równoległy | Dmitrij Łoginow    |
| DSQ     | 5 lutego    | 2019 | Park City     | Slalom równoległy | Dmitrij Łoginow    |
| 22.     | 1 marca     | 2021 | Rogla         | Gigant równoległy | Dmitrij Łoginow    |

### Puchar Świata

#### Miejsca w klasyfikacji generalnej
- sezon 2005/2006: 244.
- sezon 2006/2007: -
- sezon 2007/2008: 163.
- sezon 2008/2009: -
- sezon 2009/2010: 47.
  - PAR[2]
- sezon 2010/2011: 37.
- sezon 2012/2013: 9.
- sezon 2013/2014: 4.
- sezon 2014/2015: 6.
- sezon 2015/2016: 8.
- sezon 2016/2017: 12.
- sezon 2017/2018: 22.
- sezon 2018/2019: 19.
- sezon 2019/2020: 17.
- sezon 2020/2021: 23.
- sezon 2021/2022:

#### Miejsca na podium w zawodach
1. Carezza – 21 grudnia 2012 (gigant równoległy) - 3. miejsce
2. Bad Gastein – 12 stycznia 2014 (slalom równoległy) - 1. miejsce
3. Rogla – 31 stycznia 2015 (gigant równoległy) - 1. miejsce
4. Sudelfeld – 7 lutego 2015 (gigant równoległy) - 2. miejsce
5. Rogla – 23 stycznia 2016 (Gigant równoległy) - 3. miejsce
6. Rogla – 18 stycznia 2020 (gigant równoległy) - 3. miejsce